# Femme Fatale (film, 2002)
Femme Fatale je francouzský kriminální thriller ve stylu neo-noir z roku 2002 režírovaný Brianem De Palmou. Hlavní role ztvárnili Rebecca Romijn jako femme fatale a Antonio Banderas v postavě soukromého fotografa. Film byl promítán mimo soutěž na Filmovém festivalu v Cannes v roce 2002, na němž také začíná dějová zápletka krádeží diamantů.

## Obsazení
| Rebecca Romijn     | Laure Ash / Lily Watts |
| Antonio Banderas   | Nicolas Bardo          |
| Peter Coyote       | velvyslanec Watts      |
| Eriq Ebouaney      | muž ve smokingu        |
| Rie Rasmussenová   | Veronica               |
| Thierry Fremontová | Sera                   |
| Gregg Henry        | Shiff                  |
| Fiona Curzonová    | Stanfield Phillips     |
| John Stamos        | agent                  |

## Tržby
Tržby nepřesáhly náklady snímku, které činily 35 miliónů dolarů a thriller se tak stal prodělečným. 
| Tržby v USA       | $ 6 630 252 |
| Tržby mimo USA    | $10 208 658 |
| Tržby celosvětově | $16 838 910 |

## Kritika
Snímek se setkal se smíšenou kritikou. Část kritiků vyjádřila kladná hodnocení, například Roger Ebert jej označil za jeden z nejlepších De Palmových filmů. 